# مسلة تيماء

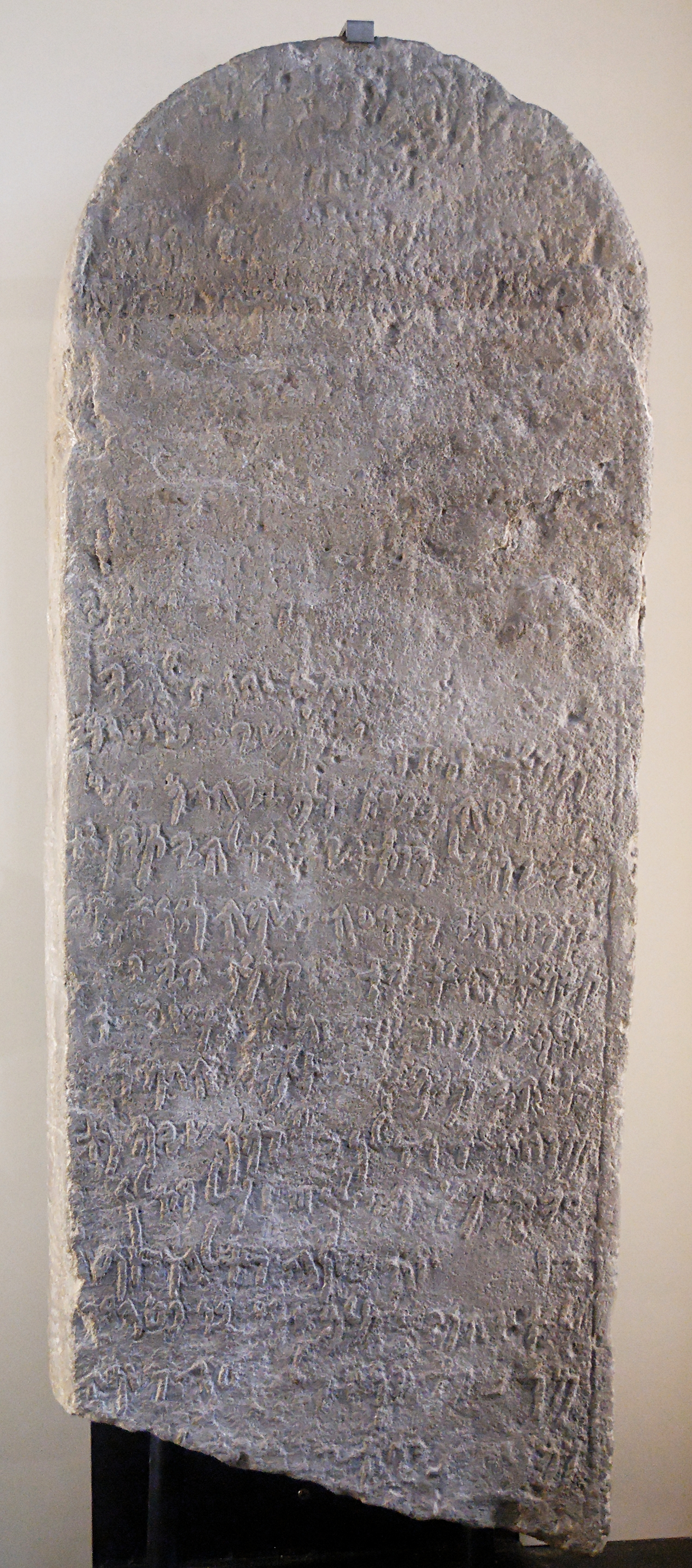
مسلة تيماء وعليها نقش بالآرامية (القرن 6 قبل الميلاد.)

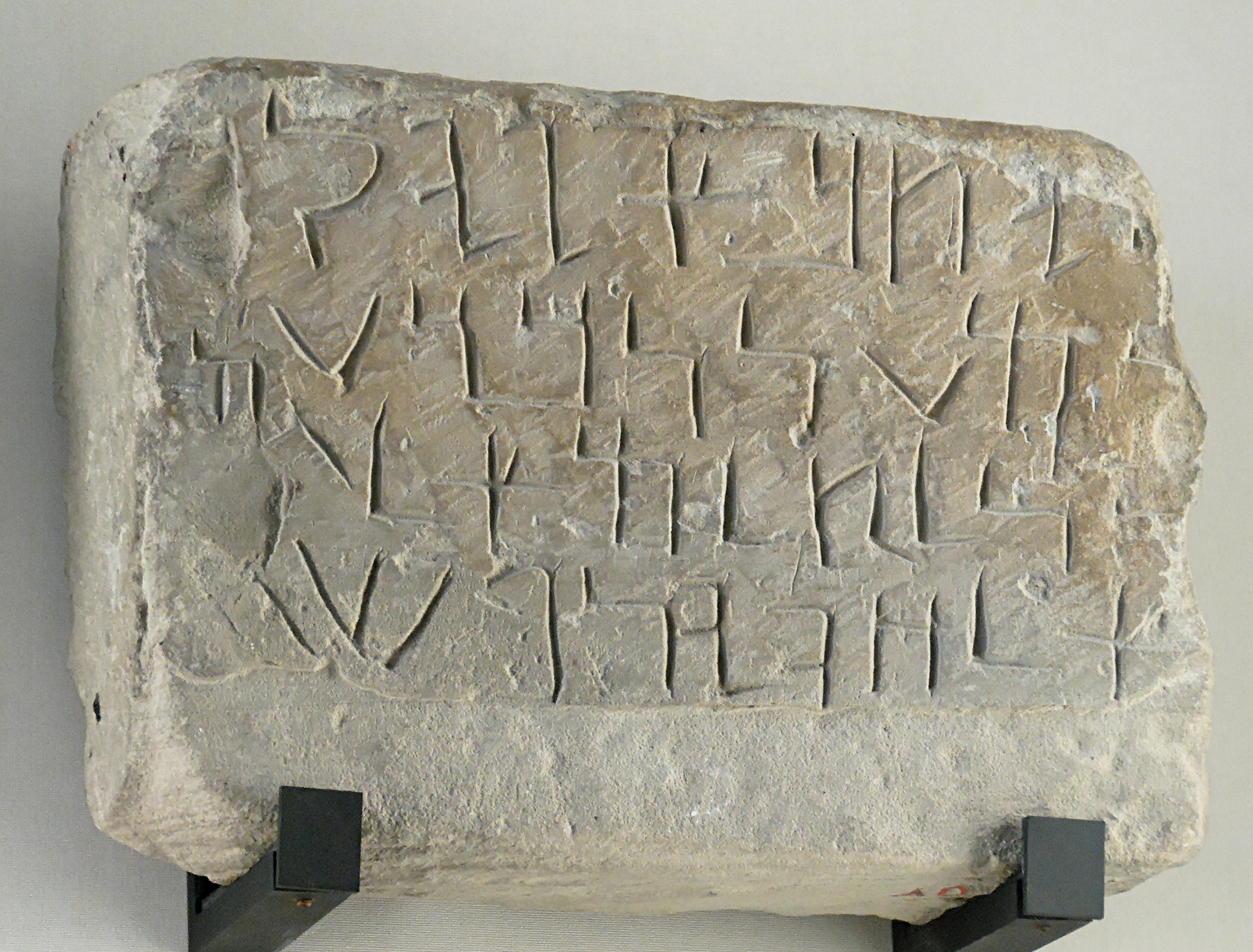
شاهدة من الحجر الرملي وعليها نقش للصنم صالم بالآرامية (القرن 5 قبل الميلاد). وجدت في تيماء من قبل تشارلز هوبر في 1884. وهي الآن في متحف اللوفر.

مسلة تيماء، أو حجر تيماء عثر عليه في قصر طليحان في تيماء، وهي المسلة التي ذكر الرحالة الألماني يوليوس أوينتج أنهُ عثر عليها يوم الأحد 17 فبراير سنة 1884م أثناء زيارته لتيماء برفقة تشارلز هوبر، وقد اتفقا على نقلها إلى ألمانيا لكنها تحولت إلى فرنسا حيث تعرض الآن في متحف اللوفر.

## الوصف
منحوتة من الحجر الجيري يزن 150 كج، وطولها 110 سم، وعرضها 43 سم، وسمكها 12 سم، وعليها نقش باللغة الآرامية من ثلاثة وعشرين سطراً يتحدث عن تنصيب صلم شرب كاهناً في معبد صلم هجم بتيماء، وقد اختلف علماء الآثار والمؤرخون حول دلالة هذا النحت فقال بعضهم إن الرسم في القسم العلوي يرمز إلى المعبود صلم هجم في حين يرى آخرون أنهُ يمثل أحد الملوك لعدم وجود الرموز والشارات التي تظهر عادةً مع صور وتمائيل المعبودات، حتى أن الخوذة المخروطية التي توجد على رأس الشخص الواقف في القسم العلوي من المسلة تشبه الخوذات التي كانت تظهر على رؤوس المحاربين الآشوريين والملوك البابليين أي أنها من ملبوسات البشر وليس المعبودات التي منها التاج ذو القرنين واللباس ذو الطيات، وقد أختلفوا أيضاً في تاريخ المسلة منهم من يقول أنها في القرن الخامس قبل الميلاد، ومنهم من يقول أنها في القرن السادس قبل الميلاد، وربما الرأي الآخير صائباً لمقارنة النحت الموجودة على المسلة بالنحت الموجود على المسلة بالنحت الموجود على مسلتي حران اللتين تعودان إلى عهد الملك البابلي نابونيد (555-539ق.م)

## الأهمية التاريخية
لمسلة تيماء أهميه تاريخية، حيث تمثل جزءًا مهما من تاريخ محافظة تيماء ومن تاريخ جزيرة العرب. وتسعى هيئة الآثار السعودية (وزارة السياحة حاليًا) لاستعادة المسلة، باعتبارها في مقدمة الكنوز الأثرية الوطنية الموجودة في الخارج.

## النص
يذكر النقش ان الملك الاكدي غزا مدينة تيماء وقتل اهلها وملكها وسكان المناطق المحيطة وصادر وذبح مواشيهم واستعبد الاحياء المتبقين من أهل تيماء والعرب وجعلهم يعملون في البناء لدية كعبيد قبل قتلهم
- (هو (الملك الاكدي) شق طريقا بعيدا وحالة وصولة قتل بتر ملك مدينة تيماء واراق (دماء) انعام أهل المدينة (تيماء) وانعام اهالي المناطق المحيطة بها، اما هو نفسة فاقام في تيماء ومعه اقامت القوات الاكدية وجمل المدينة (تيماء) وبنى قصرا مشابه لقصر بابل وبنى.... واودع ثروة المدينة (تيماء) وثروة المنطقة المحيطة بها في.... والحرس يحيطون به..... ويتحسرون بصوت عالي (الاسرى).......جعلهم (الاسرى) يحملون الطوب والسلال من جزاء العمل.....)
- (شهرين...... قتل الناس..... رجالا و..... نساء وصغارا وكبار..... اضاع مملكتهم.....الشعير الذي فيها (تيماء))

## انظر ايضاً
- محافظة تيماء
- تيماء (مدينة)
- أرض تيماء

## وصلات خارجية
- مسلة تيماء.. أثر سعودي في متحف اللوفر الفرنسي.